# 阮恵
阮 恵（げん けい、グエン・フエ、ベトナム語：Nguyễn Huệ / 阮惠）は、西山朝大越の第2代皇帝（在位：1788年12月22日 - 1792年9月16日）。阮 文恵（げん ぶんけい、グエン・ヴァン・フエ、ベトナム語：Nguyễn Văn Huệ / 阮文惠）とも。後に阮 光平（グエン・クアン・ビン、ベトナム語：Nguyễn Quang Bình / 阮光平）と改名した。光中皇帝（ベトナム語：Quang Trung Hoàng đế / 光中皇帝）と号した。ベトナム史上最も成功した軍司令官の一人でもある。

## 生涯
景興14年（1753年）、歸仁府西山邑（現在のベトナム南中部ビンディン省タイソン県）に胡丕福の子として生まれる。本姓は胡だが母方の阮姓を称した。兄の阮岳・阮侶と共に、西山三兄弟として知られている。
景興32年（1771年）に兄たちと共に西山で蜂起した後に軍を指揮し、広南阮氏・東京鄭氏を次々と滅ぼして西山朝の創建に貢献した。その後も泰徳7年（1785年）のラックガム＝ソアイムットの戦いで阮福映率いる広南阮氏残党とシャムの連合軍を破り、兄の泰徳帝阮岳から自立して皇帝を称した。光中2年（1789年）のドンダーの戦いでは後黎朝と清の連合軍を破り、後黎朝を滅ぼした。その後も再起を図る阮福映の軍を破るために南進していたが、光中5年8月1日（1792年9月16日）に乂安の鳳凰中都において脳卒中で崩御した。崩御後、長男の阮光纘が後を継いだ。

## 出典

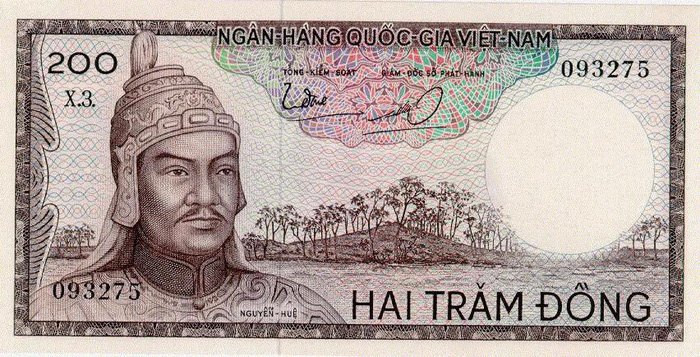
ベトナム共和国の200ドン紙幣